# Mausolée Mohammed-V
Le mausolée Mohammed-V est un tombeau royal situé à Rabat, capitale du Maroc. Il se trouve sur l'esplanade de la tour Hassan et en surplomb de l'embouchure du fleuve Bouregreg.
Le mausolée abrite les tombes du roi Mohammed V — ex-sultan Sidi Mohammed ben Youssef — et de ses fils, le prince Moulay Abdallah et le roi Hassan II. Conçu par l'architecte vietnamien Eric Vo Toan, il a été construit entre 1961 et 1971, soit 10 ans de travaux auxquels collaborèrent 400 artisans marocains. L'édifice est caractérisé par son architecture marocaine classique.
Depuis 2012, il fait partie de l'ensemble des sites de Rabat inscrits sur la liste du patrimoine mondial de l'Unesco en tant que bien culturel.

## Histoire

### Le sultan Sidi Mohammed Ben Youssef
Le sultan Sidi Mohammed Ben Youssef, connu également en tant que roi Mohammed V (après l'indépendance), était un monarque fort apprécié par le peuple marocain, le sultan est également populaire pour avoir refusé d'appliquer les lois antisémites du régime de Vichy, protégeant ainsi quelque 400 000 juifs marocains. Il est considéré comme « le père de la nation marocaine moderne » et l'un des personnages clés des négociations de l'indépendance du Maroc. Le sultan a été exilé en 1953 en Corse puis à Madagascar pour son soutien des mouvements indépendantistes de l'Istiqlal dans le pays. Cette décision du protectorat français provoquera des vagues de violences qui amèneront le retour du souverain en 1955 et l'indépendance du royaume en 1956.

### Prière de retour et l'annonce de l'indépendance
De retour de Madagascar, le sultan accomplit la première prière du vendredi après l'indépendance du Maroc sur l'esplanade de la célèbre Tour Hassan, qui fait aujourd'hui face au mausolée. Par cette occasion, le sultan a annoncé officiellement l'indépendance au peuple marocain. C'est ainsi qu'a été choisi le lieu de la construction du tombeau. En effet, cet endroit est hautement symbolique pour les marocains.

## Architecture et construction
Le mausolée a été édifié selon le style traditionnel marocain sur une superficie de 1 500 m2. À l'extérieur du Mausolée, le monument est bâti de marbre blanc italien et recouvert d'un toit pyramidal de tuiles vertes, comme le vert de l'étoile du drapeau marocain, symbole de la royauté alaouite. Les murs de l'intérieur sont ciselés de calligraphies coraniques et recouverts de zellige traditionnel. La coupole est en cèdre de l'Atlas dorée à la feuille et en acajou peint, sous cette coupole se trouve le sarcophage royal d'onyx blanc pakistanais contenant la dépouille de Mohammed V (1909-1961). Dans les angles, se trouvent les tombeaux du prince Moulay Abdellah (1935-1983), fils cadet de Mohammed V, et de son frère Hassan II, roi du Maroc de 1961 à 1999.

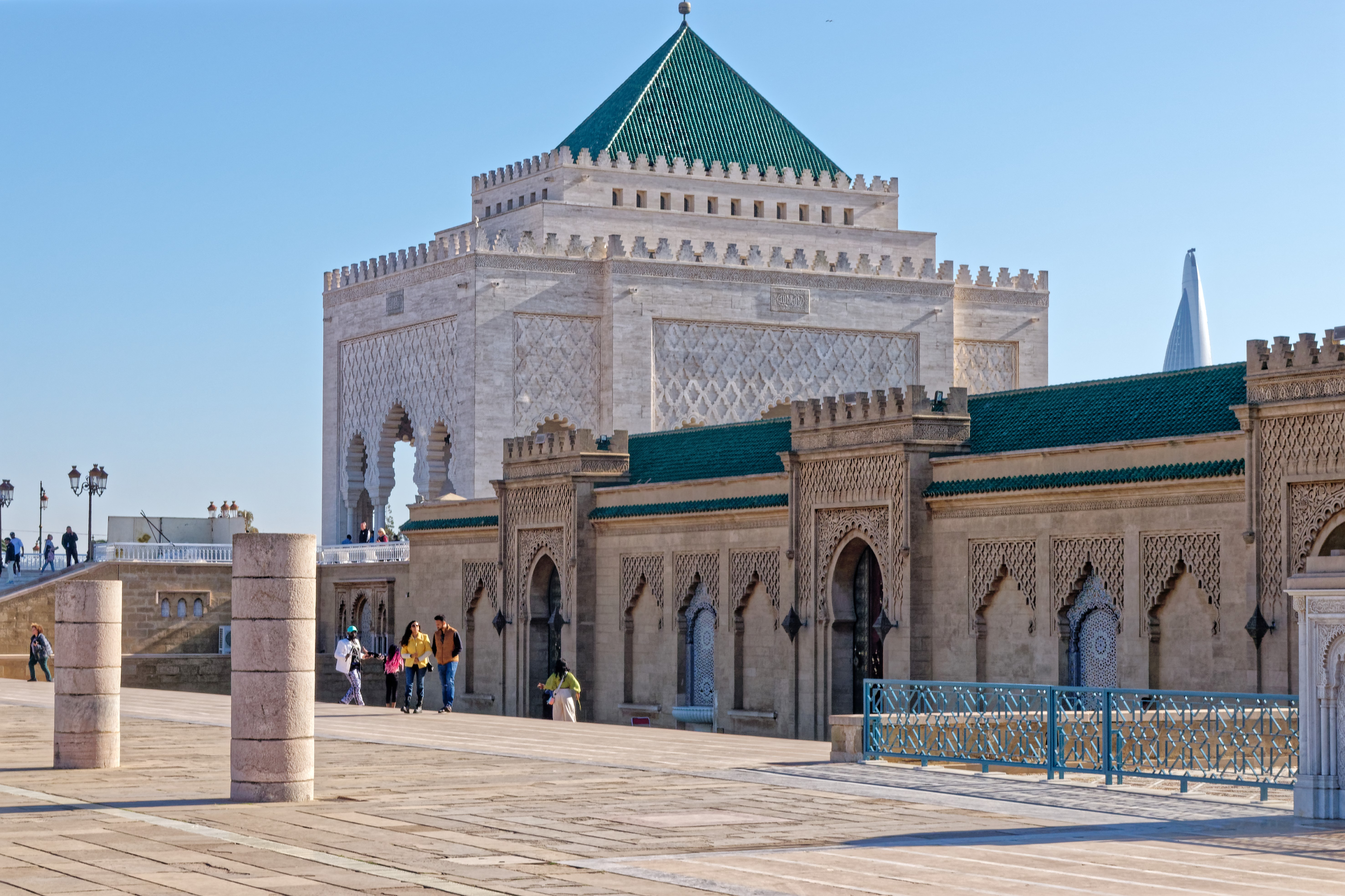
L’extérieur du mausolée
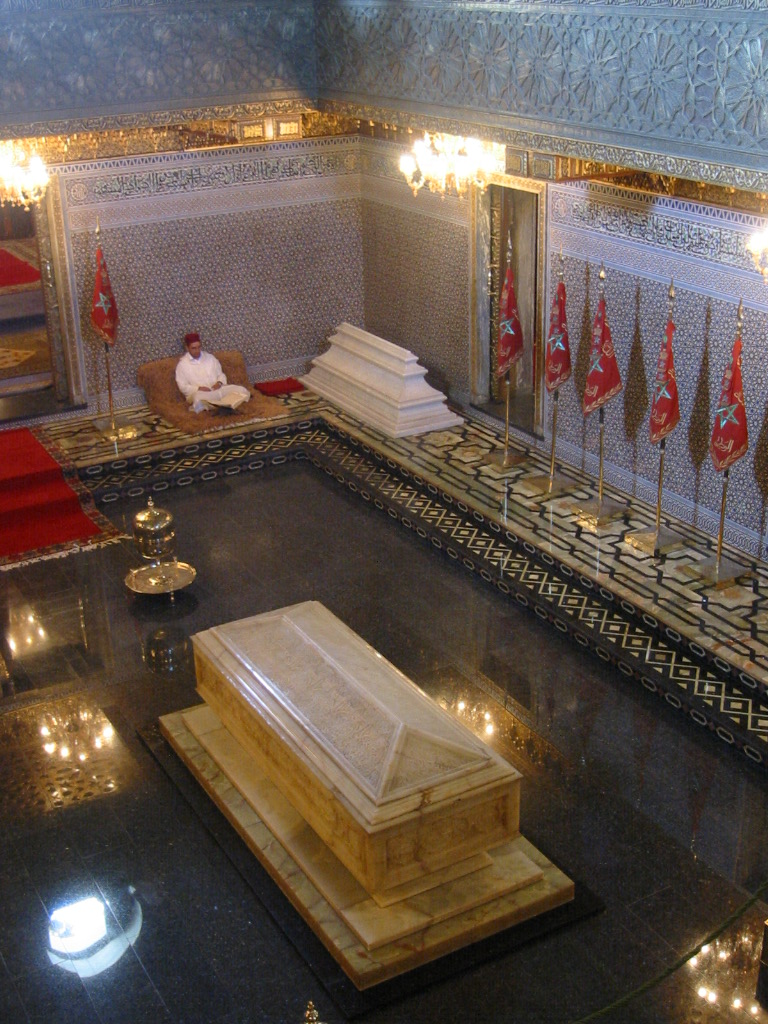
L'intérieur du mausolée
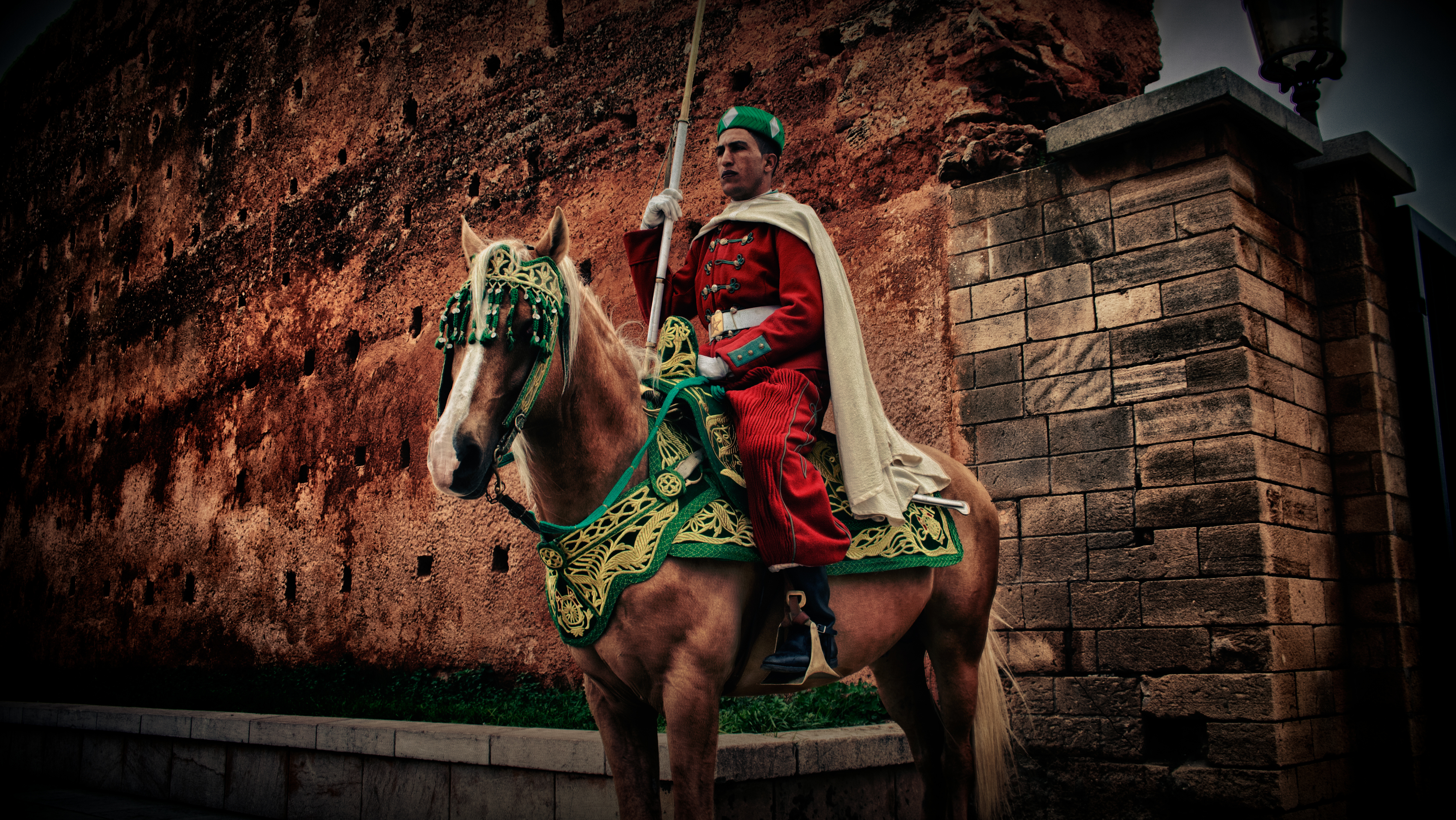
Membre de la garde royale devant l'entrée du mausolée Mohammed V, a Rabat.

## Personnes inhumées dans le mausolée
- Mohammed V (10 août 1909 - 26 février 1961), sultan du Maroc de 1927 à 1957, puis roi du Maroc de 1957 à 1961, fils de Moulay Youssef.
- Hassan II (9 juillet 1929 - 23 juillet 1999), roi du Maroc de 1961 à 1999, fils aîné de Mohammed V.
- Moulay Abdellah (30 juillet 1935 - 23 décembre 1983), prince du Maroc, fils cadet de Mohammed V.

## Tour Hassan

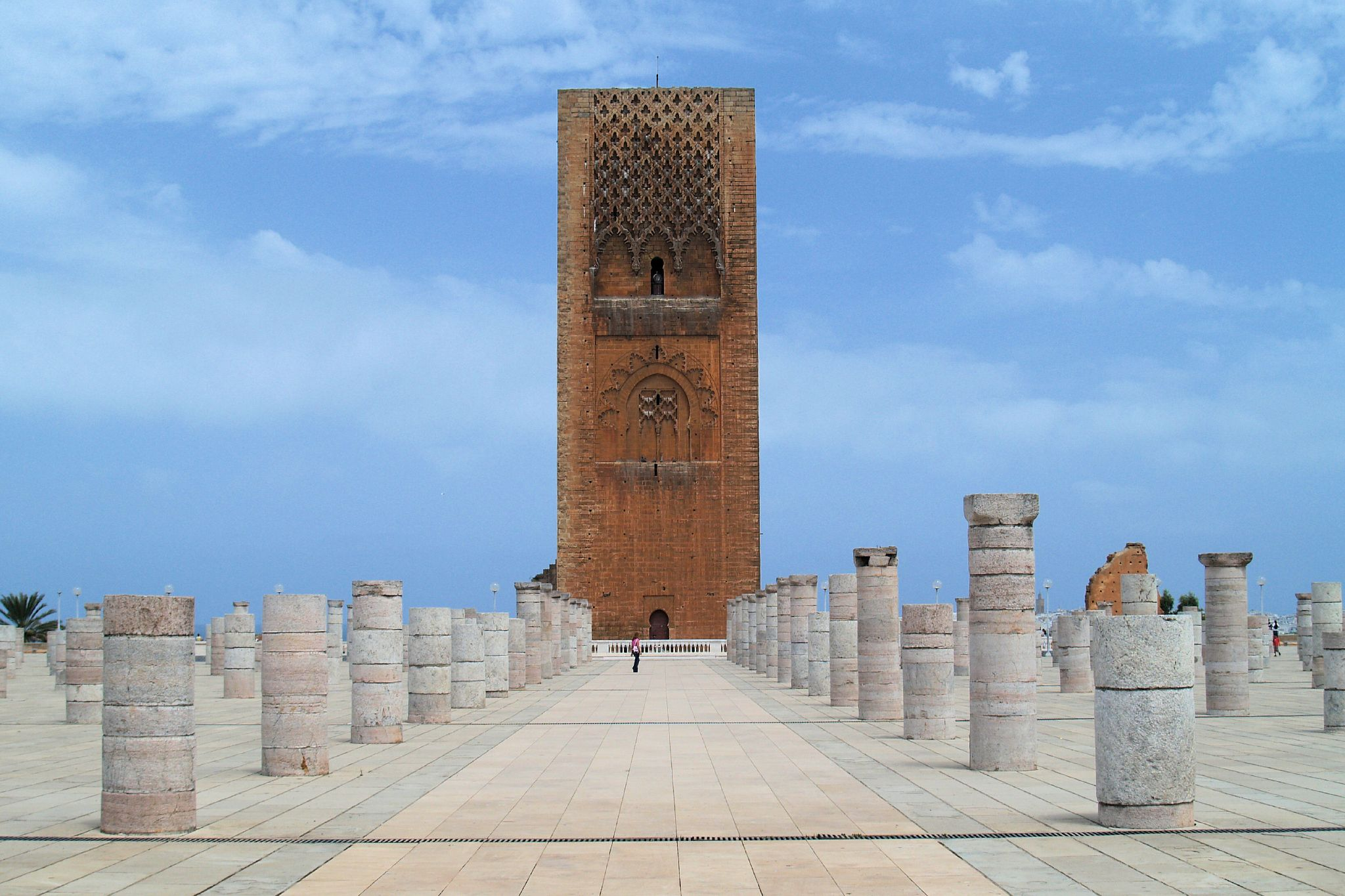
Esplanade de la Tour Hassan

La tour Hassan est un minaret historique jamais terminé situé à Rabat, cet édifice devait être non seulement la plus grande mosquée, mais aussi le plus grand monument religieux du monde au XIIe siècle. Les travaux de construction de cette mosquée ont commencé en 1196 à l'initiative du sultan almohade Abu Yusuf Yaqub al-Mansur (1184-1199), petit-fils d'Abd al-Mumin, fondateur de la ville impériale de Rabat en 1150. Le sultan al-Mansur voulait faire de Rabat la capitale de son empire qui, au XIIe siècle, s'étendait de la Tripolitaine (Libye) à Castille (Espagne). Cependant, les travaux furent abandonnés juste après la mort du sultan en 1199. La tour devait culminer à plus de 80 m, mais n'atteignit que 44 m. L'édifice a ensuite été négligé par les successeurs de Yaqub Al-Mansour et se dégrada avec le temps. En 1755, le tremblement de terre de Lisbonne toucha Rabat et détruisit entièrement les colonnades de l'esplanade. L'espace de la Tour Hassan a été restauré à partir des années 1960, lors de la construction du mausolée alaouite sur une partie de son esplanade.

## Galerie photo

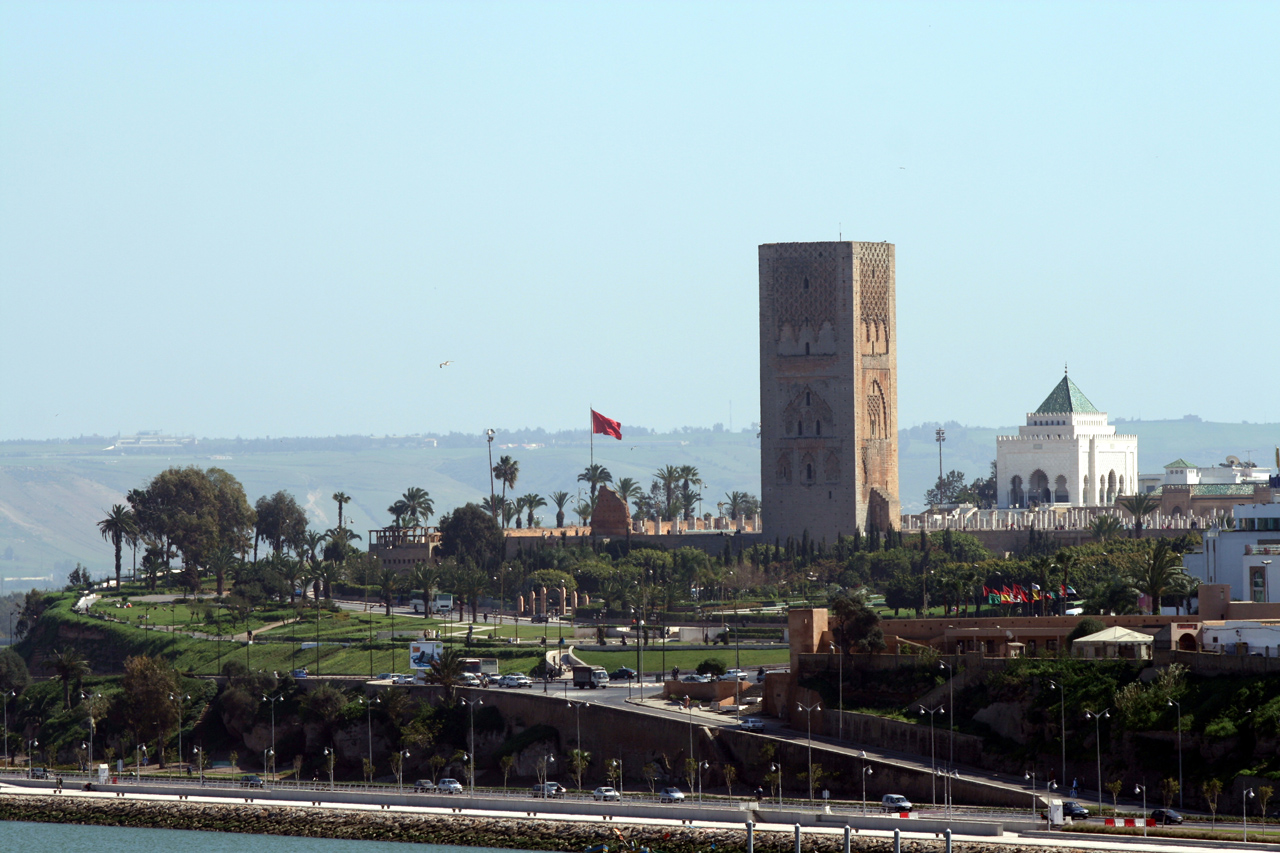
Vue de la tour et du mausolée depuis Salé
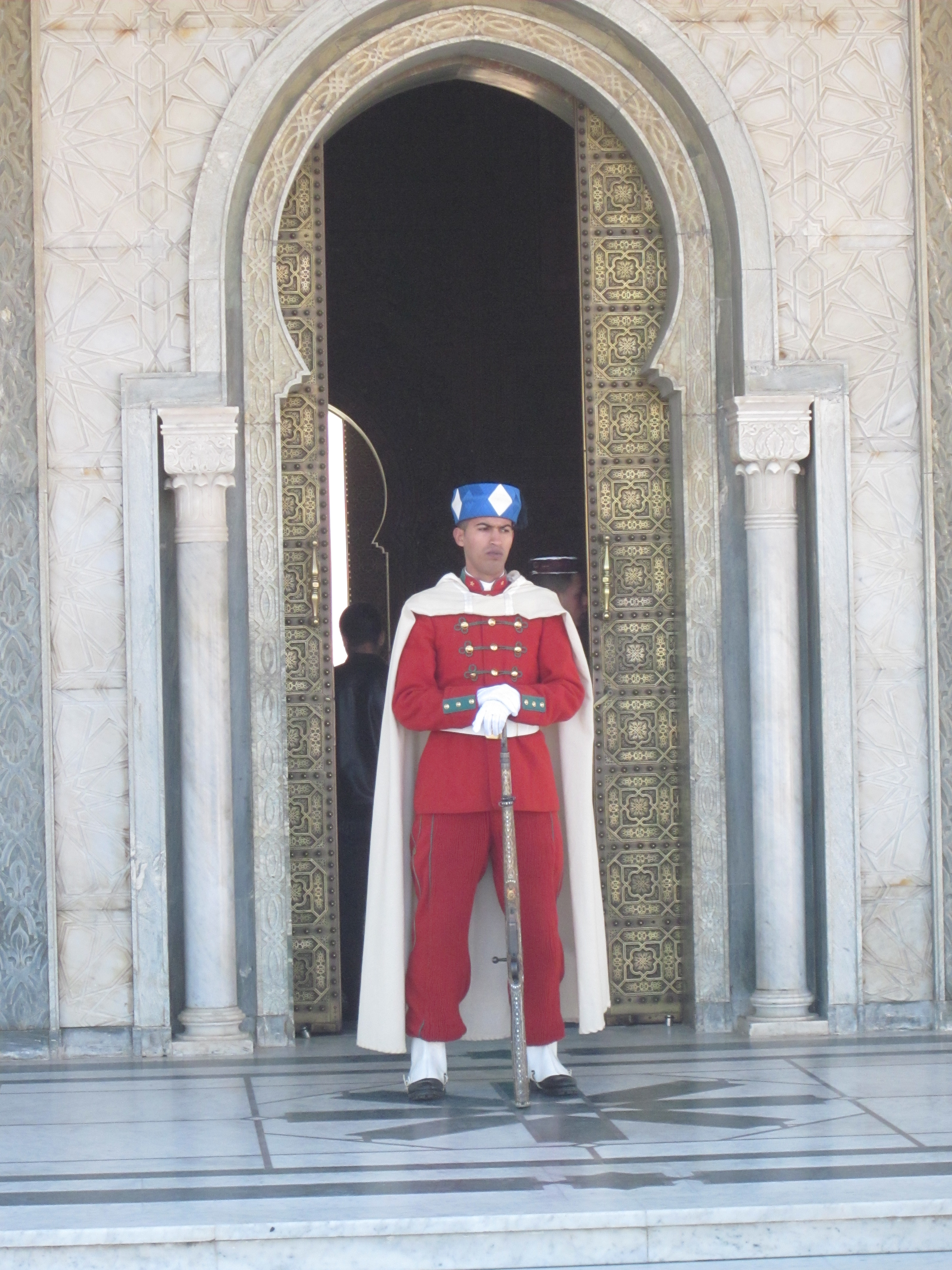
Garde royale au mausolée